# Mack Holding GmbH
Pour les articles homonymes, voir Mack.
La holding Mack GmbH est un consortium de trois entreprises allemandes, composé de la société ruhlamat Automatisierungstechnik GmbH, de la société  Elektro-Mack GmbH et de la société SMR Sondermaschinen GmbH.
Avec 350 employés et des bureaux en Europe, Asie, et Amérique du nord, la société ruhlamat GmbH est la plus grosse société de la holding.
Le siège de l’entreprise se trouve à Marksuhl en Thuringe (Allemagne). Ses principaux domaines d’activités sont la technique de montage, les processus de production de cartes à puce et passeports, et la gamme OEM. ruhlamat est le fournisseur principal pour les machines spéciales dans la branche de production de cartes à puce et passeports. Grâce à un système de machine modulaire toutes les étapes indispensables à la production de cartes à puce et de passeports peuvent être réalisées. Qui plus est, ruhlamat a conçu et produit la première ligne de production de passeport  allant de la production du livret jusqu’à la personnalisation du passeport.
Dans la branche montage, ruhlamat est constructeur de systèmes de manutention et des technologies entrant en jeu dans la branche de l’industrie automobile. En tant que constructeur OEM ruhlamat conçoit et réalise des équipements du simple module jusqu’au système de machine exclusive pour le client.
Avec un chiffre d’affaires annuel d’environ 25 M€ et une croissance continue du nombre de ses employés, ruhlamat est l’entreprise la plus prospère du groupe.
La société Elektro-Mack GmbH, avec une centaine d’employés, est en taille la deuxième société de la holding Mack GmbH. Elle siège à Baindt, Baden-Württemberg, et a une succursale à Marksuhl, son domaine d’activité principal est la conception et la réalisation d’automatismes industriels. Contrairement à ruhlamat et à SMR qui ont été fondées en 1991 sur les bases de la société „Uhren- und Maschinenfabrik“, la société Elektro-Mack a été créée en 1973 et dispose ainsi d’une expérience  de plus de 30 ans dans le domaine de l’automatisation industrielle. Son chiffre d’affaires annuel est d’environ 10 millions d’euros.
Avec un chiffre d’affaires annuel d’environ 4 millions d’euros et 30 employés la Société SMR Sondermaschinen GmbH, est la plus petite entreprise de la holding. De la conception à la fabrication de pièce unique et jusqu’au montage de machines automatisées, toutes les spécificités du client sont traitées au même endroit. SMR développe et réalise des projets pour l’industrie médicale et pour les sous-traitants de l’industrie automobile.